# スキサメトニウム

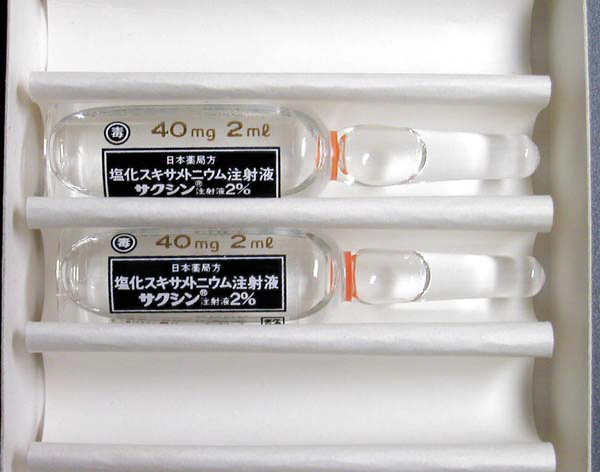
「サクシン」2 %注射液

スキサメトニウム（英:suxamethonium）とは筋弛緩薬の1つ。四級アンモニウム化合物の一つで、医薬品としては塩化物の塩化スキサメトニウム（Suxamethonium chloride）として市販されている。サクシニルコリン（Succinylcholine）の名でも知られる。ツボクラリンの構造をヒントに開発された。悪性高熱症のリスクはあるものの、現存の筋弛緩薬では効果発現時間と持続時間共に最短であり、全身麻酔時の迅速導入に適する。
日本での商品名はサクシンだったが、名称取り違えによる本薬品の誤投薬事故があったため（後述）、事故後の2009年にスキサメトニウムと改められた。日本では他にレラキシンという商品名でも販売されている。

## 概要
神経筋接合部における筋肉終板のニコチン受容体をアセチルコリンと同様に活性化することにより脱分極を起こす。ただし、アセチルコリンと違い、コリンエステラーゼにより分解されるのが遅いために脱分極が持続し、Na+チャネルが不活性化状態となり活動電位が発生しなくなる。コリンエステラーゼ阻害剤はコリンエステラーゼによるスキサメトニウムの分解を抑制するため、この薬剤との併用では薬剤の効果時間はより長くなる。コリンエステラーゼ阻害剤は非脱分極性筋弛緩薬の効果を逆転させるために通常は投与されるが、脱分極性筋弛緩薬の本薬では、むしろ逆効果になるということである。
気管挿管を容易にするために使用される。精神科の電気痙攣療法の筋弛緩にも使われる。
動物用医薬品としても利用されているが、捨てられた動物の殺処分（安楽死）のために処方されることがある。

## 効能・効果
- 麻酔時の筋弛緩
- 気管挿管時・骨折脱臼の整復時・喉頭痙攣の筋弛緩
- 精神神経科における電撃療法の際の筋弛緩

## 副作用
強心配糖体との併用で不整脈を起こす可能性がある。眼内圧亢進作用を有するため、緑内障患者への使用は禁忌。
また悪性高熱の原因の一つと目されているため、近年では麻酔科臨床において使用される頻度は減っている。

## 供給停止危機と再開
2022年11月28日、現在の製造方法では日本薬局方に則っていないことが判明し、一方、改善が容易ではなく新規製造が出来ない状況と日本麻酔科学会よりアナウンスされた。2023年1月現在、供給停止決定となり、再開の目処が立たなくなった。臨床的に必要性が高いために、日本麻酔科学会など五団体より製造再開の要望が出されるなど、販売会社や厚労省と折衝が重ねられた結果、最終的に日本薬局方外での原薬を用いた製造が正式に承認された。2023年5月に臨床使用再開される見込となったことが公示された。

## 誤投薬事故
かつてスキサメトニウムの商品名であった「サクシン」は、ヒドロコルチゾン（ステロイド製剤）の「サクシゾン」と名称がよく似ているため、2008年に徳島県の健康保険鳴門病院でサクシゾンと間違え、サクシンの誤投与がなされ患者が死亡するという事故が起きた。この事故を受けての厚生労働省の対策指示により、翌2009年に製造元のアステラス製薬は商品名「サクシン注射液」を「スキサメトニウム注」に変更した。

## フィクションでの使用
- 1995年に公開された日本の怪獣映画『ガメラ 大怪獣空中決戦』では、スキサメトニウムが序盤の福岡ドームにおけるギャオス捕獲作戦において使用された。劇中では別名である「サクシニルコリン」と呼称されており、「サクシニルコリンの飽和溶液を3 ccづつ」という台詞がある。
- ライトノベル「ソードアート・オンライン」の第三章であるファントム・バレット編において、殺害手段としてサクシニルコリンが使用された。
- 東野圭吾の小説「パラドックス13」の作中、転倒して頭部を強打し意識不明になり検査も手術も医療器具不足や災害や疫病が蔓延る環境では不可能にで、その転倒した登場人物の山西春子を安楽死させるためスキサメトニウム（作中では製剤名変更前のサクシンと呼ばれている。）が使用された。また、不条理に災害や疫病が起こるパラドックスの世界に絶望した別な登場人物で看護師である富田菜々美もサクシンが入った注射器（シリンジ）を無断でクーラーボックスから持ち出し自己注射しようとした。